# Isola Srigina
L'isola Srigina è una piccola isola algerina, che si trova davanti alla costa di Skikda.

## Descrizione
Il nome Srigina potrebbe essere di origine punica, da "Rus Gunia", che significa la cima della cala ma potrebbe anche essere di origine latina, da "Insula Reginae», che significa "l'isola della regina".
La piccola isola, che può ospitare solo un numero limitato di visitatori, ospita un faro costruito nel 1890, ed entrato in servizio nel 1906.